# Charles Galton Darwin

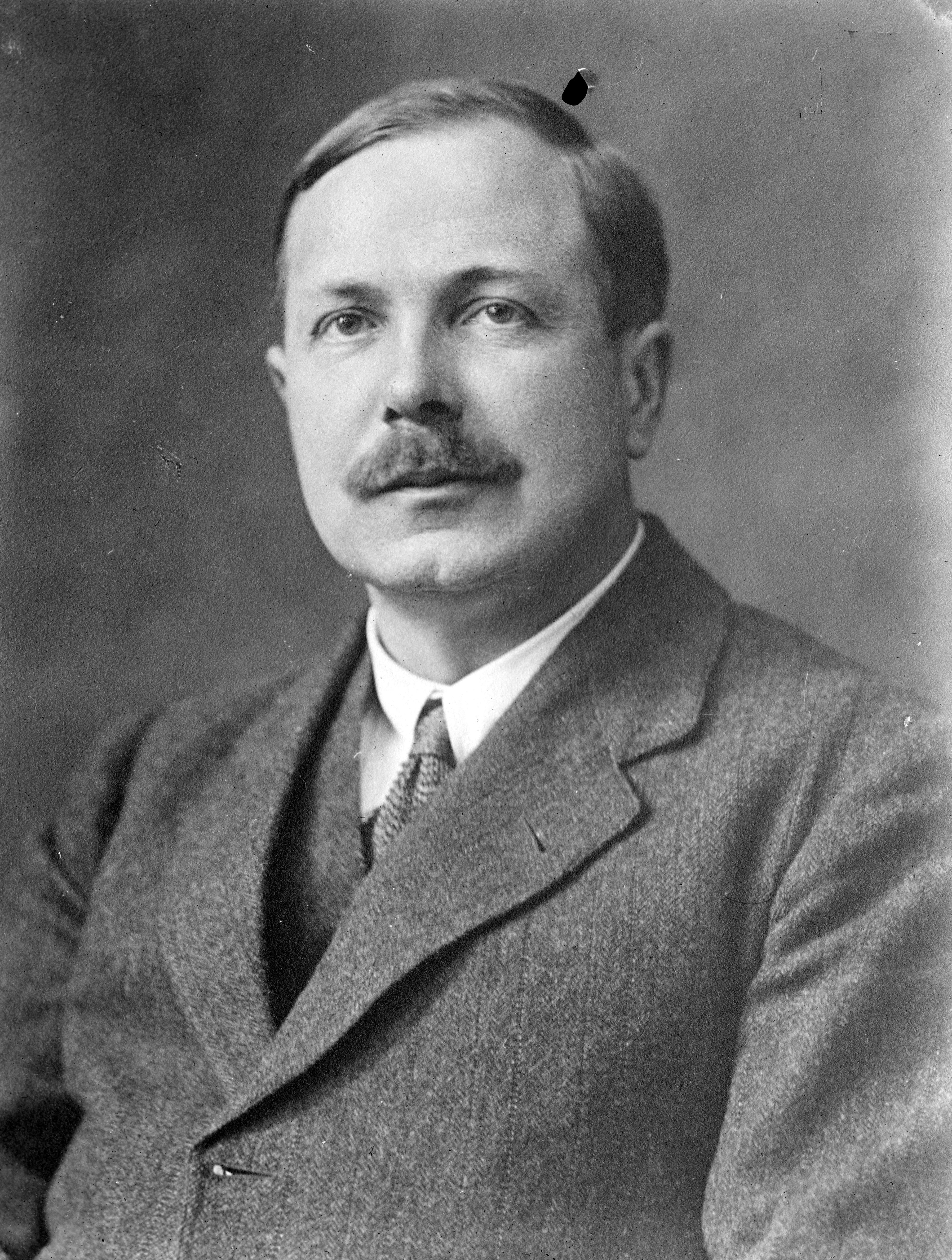
Charles Galton Darwin

Sir Charles Galton Darwin (* 19. Dezember 1887 in Cambridge; † 31. Dezember 1962 ebenda) war ein englischer Physiker. Er war ein Sohn von George Howard Darwin und ein Enkel von Charles Darwin.

## Leben
Darwin schloss im Jahr 1910 sein Mathematikstudium am Trinity College in Cambridge ab. Danach befasste er sich an der Universität Manchester unter Niels Bohr und Ernest Rutherford mit Fragen der Atomphysik, die damals von Bohr und Rutherford an führender Stelle entwickelt wurde. Ab 1912 befasste er sich mit Röntgenbeugung unter Henry Moseley; zwei seiner Arbeiten aus dem Jahr 1914 gelten noch heute als klassisch. Während des Ersten Weltkrieges beschäftigte sich Darwin bei den Royal Engineers mit den Problemen der Ballistik. Ab 1919 war er Lecturer und Fellow des Christ College in Cambridge, wo er mit Ralph Howard Fowler über statistische Mechanik arbeitete (Darwin-Fowler-Methode). Nach einem Jahr am Caltech wurde er 1924 Tait Professor of Natural Philosophy an der Universität Edinburgh. 1928 war er der erste, der mit der neu entwickelten relativistischen Quantenmechanik von Paul Dirac die Feinstruktur des Wasserstoffatoms behandelte (Darwin-Term). 1936 wurde er Master des Christ College. Ab 1938 leitete er das National Physical Laboratory und war im Zweiten Weltkrieg an der Koordinierung der US-amerikanischen, britischen und kanadischen Anstrengungen im alliierten Atombombenprojekt tätig. 1952 schrieb er ein pessimistisches Buch über die Bevölkerungsexplosion auf der Erde (The next million years), in dem er an Malthus anknüpft, Ideen der Eugenik bewirbt und die Züchtung einer „Meisterrasse“ propagiert. Allerdings verneint er gleichzeitig die Möglichkeit einer solchen Züchtung in "Die nächste Million Jahre" S. 100: „Unter allen Tieren ist der Mensch am ehesten bereit, Versuche zu unternehmen, und es gibt immer Anwärter — und derer nur allzuviele —, die sich selbst für geeignet halten, der Meisterrasse anzugehören. Diese Eigenschaft ist aber eine solche des wilden Tieres, und sie wird den Menschen immer daran hindern, sich selbst zu zähmen. Sie wird die Entstehung einer Meisterrasse, durch die allein die übrige Menschheit gezähmt werden könnte, unter allen Umständen hintertreiben.“
Er selbst war Patensohn des führenden Eugenikers Francis Galton.
Er war seit 1925 mit der Mathematikerin Katharine Pember verheiratet und hatte mit ihr vier Söhne und eine Tochter:
- Cecily Darwin (1926–2022), die sich mit Röntgenbeugung befasste.
- George Pember Darwin (1928–2001), der an der Entwicklung von Computern arbeitete und ab 1964 mit Angela Huxley verheiratet war, deren Urgroßvater Darwins Bulldogge Thomas Huxley war.
- Henry Galton Darwin (1929–1992), der im britischen Auswärtigen Amt tätig war.
- Francis William Darwin (1932–2001), Zoologe an der Universität London.
- Edward Leonard Darwin (1934–2020), Bauingenieur.

Ab 1922 war er Mitglied („Fellow“) der Royal Society, die ihm 1935 die Royal Medal verlieh. Ebenfalls 1922 wurde er Fellow der American Physical Society. 1924 wurde er Fellow der Royal Society of Edinburgh. 1942 erhielt er den Titel Knight Commander (KBE) des Order of the British Empire. Seit 1952 war er gewähltes Mitglied der American Philosophical Society.

## Veröffentlichungen
- Die nächste Million Jahre: Ein Ausblick auf die künftige Entwicklung der Menschheit, aus dem Englischen übertragen von Wilhelm H. Westphal, Braunschweig : Vieweg  1953.